# 烏瞰図

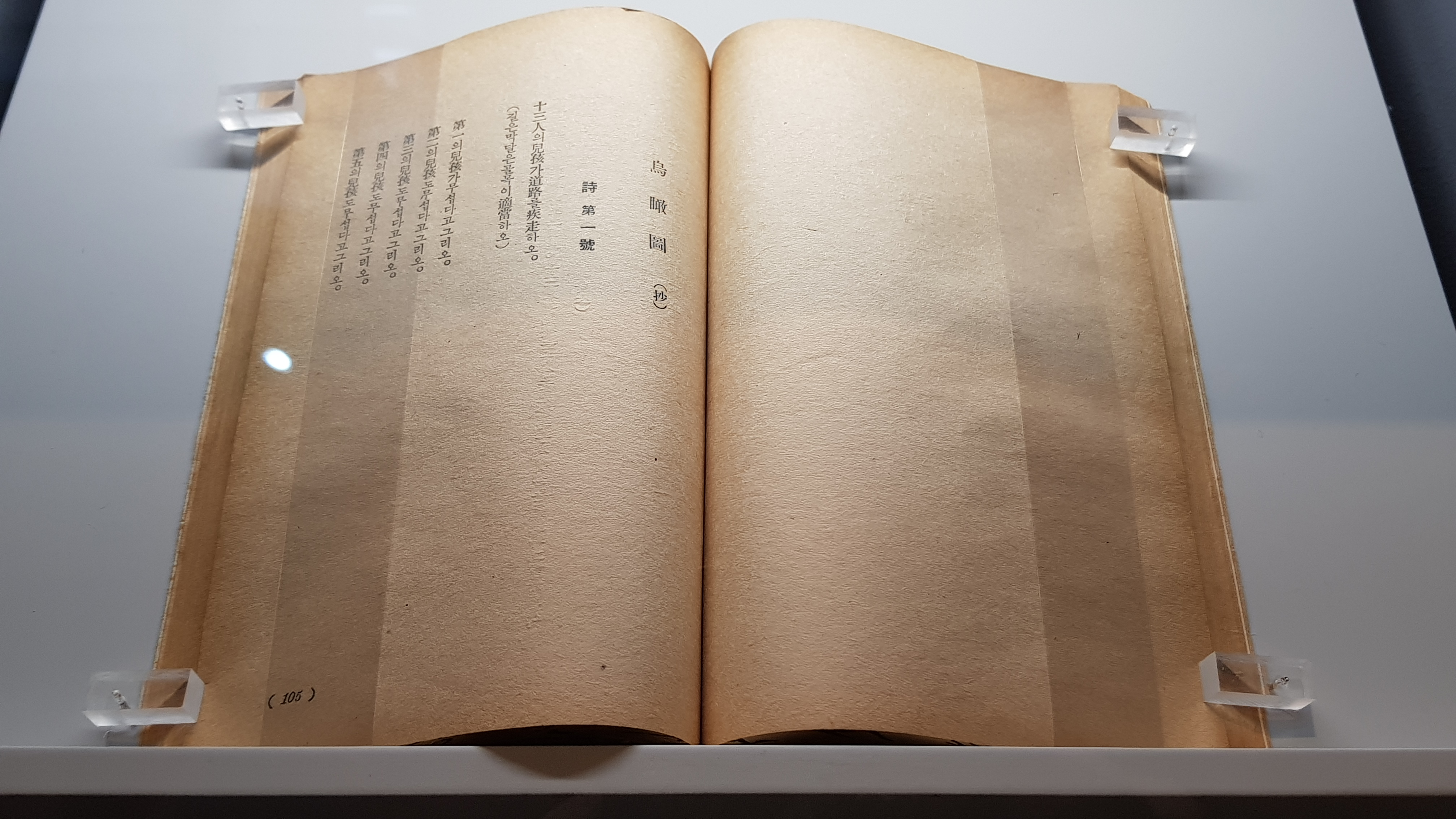
第1号

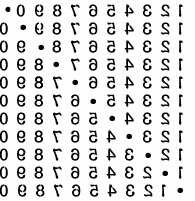
第4号

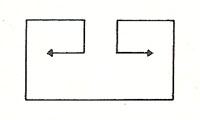
第5号

烏瞰図（オガムド、朝鮮語: 오감도/烏瞰圖）は、李箱の詩。1934年に朝鮮中央日報に連載され、全30号を予定も、抗議の投書が殺到し15号で打切りとなった。

## 題名の由来
『鳥瞰図』が由来とされる。見慣れない語のため何度も『鳥瞰図』と誤って印刷されたという。不安を表すための手法とみられ、『カラス（烏）』という生物も朝鮮において伝統的に不幸を意味するため、使用されたという解釈もある。